# Clams Casino
Michael Volpe (né le 12 mai 1987), mieux connu sous son nom de scène Clams Casino, est un producteur de hip-hop italo-américain basé à Nutley, dans le New Jersey,. Il a produit des chansons pour A$AP Rocky, Lil B, et Mac Miller. Il a aussi remixé des titres de Big K.R.I.T., Washed Out, et Lana Del Rey.

## Carrière
Le premier EP de Clams Casino, Rainforest, est sorti en 2011. Ses mixtapes Instrumentals sont publiés en mars de la même année, suivi d'Instrumentals 2 en 2012, Instrumentals 3 in 2013 et Instrumentals 4 en 2017.

## Discographie

### Albums studio
- 2016 : 32 Levels
- 2019 : Moon Trip Radio

### Mixtapes
- 2011 : Instrumentals
- 2012 : Instrumentals 2
- 2013 : Instrumentals 3
- 2017 : Instrumentals 4

### Maxis
- 2011 : Rainforest

### Remixes
- 2011 : Big K.R.I.T. - Moon and Stars
- 2011 : Washed Out - Amor Fati
- 2011 : Lana Del Rey - Born to Die
- 2011 : XV - Swervin'
- 2012 : Big Pun - Leatherface
- 2012 : Joyce - Keep the Lights On
- 2012 : Florence and the Machine - Never Let Me Go
- 2015 : Sia - Elastic Heart

### Productions
- 2008 : Havoc - Always Have a Choice sur From Now On
- 2010 : Lil B - I'm God, I'm The Devil et What You Doin' sur 6 Kiss
- 2010 : Lil B - Cold War sur Blue Flame
- 2011 : Lil B - Motivation sur Angels Exodus
- 2011 : Lil B - Unchain Me et 1 Time Remix sur I'm Gay (I'm Happy)
- 2011 : G-Side - Pictures sur The One...Cohesive
- 2011 : A$AP Rocky - Palace, Bass, Wassup, Leaf et Demons sur Live.Love.ASAP
- 2011 : Main Attrakionz - Take 1 sur 808s & Dark Grapes II
- 2011 : Mac Miller - Cold Feet sur I Love Life, Thank You
- 2011 : Mac Miller - My Team et One Last Thing sur Blue Slide Park
- 2012 : Mac Miller - Angels (When She Shut Her Eyes) sur Macadelic
- 2012 : Robb Bank$ - Counting et Fine$t sur Calendars
- 2012 : The Weeknd - The Fall sur Echoes of Silence
- 2012 : A$AP Rocky - Freeze sur Lords Never Worry
- 2013 : A$AP Rocky - LVL et Hell sur Long. Live. ASAP
- 2013 : Mac Miller - Youforia et Bird Call sur Watching Movies with the Sound Off
- 2013 : JJ DOOM - Bookfiend sur Key to the Kuffs (Butter Edition)
- 2013 : Grand Theft Auto V - Crystals
- 2013 : Blood Orange - No Right Thing sur Cupid Deluxe
- 2014 : Schoolboy Q - Gravy sur Oxymoron
- 2014 : Pia Mia - Fight for You sur Divergent: Original Motion Picture Soundtrack
- 2014 : Foster the People - A Beginner's Guide to Destroying the Moon sur Supermodel
- 2014 : FKA Twigs - Hours sur LP1
- 2014 : Lia Ices - Thousand Eyes, Higher, Love Ices Over, Creature et Waves sur Ices
- 2014 : Jhené Aiko - W.A.Y.S. sur Souled Out
- 2014 : A$AP Ferg - Uncle et Talk It sur Ferg Forever
- 2015 : Mikky Ekko - Comatose, Pressure Pills et Pull Me Down sur Time
- 2015 : Vince Staples - Norf Norf, Summertime et Surf sur Summertime '06
- 2015 : Danny Brown - Worth It
- 2016 : A$AP Ferg - Rebirth, Psycho et Beautiful People sur Always Strive and Prosper
- 2017 : Ghostemane - Kali yuga
- 2018 : Lil Peep - 4 Gold Chains
- 2018 : Joji - Can't Get Over You

## Liens
- Site officiel
- Ressources relatives à la musique :   - AllMusic
  - Bandcamp
  - Billboard
  - Discogs
  - Last.fm
  - MusicBrainz
  - Muziekweb
  - Rate Your Music
  - Songkick
  - SoundCloud
- Ressource relative à l'audiovisuel :   - IMDb